# Třebosice
Třebosice (en allemand : Trebositz) est une commune rurale du district de Pardubice, dans la région de Pardubice, en République tchèque. Sa population s'élevait à 256 habitants en 2024.

## Géographie
Třebosice se trouve à 6 km au sud-ouest de Pardubice, à 25 km au sud-sud-ouest de Hradec Králové et à 94 km à l'est-sud-est de Prague.
La commune est limitée par Pardubice au nord, par Staré Jesenčany à l'est, par Dřenice au sud, par Dubany au sud-ouest et par Starý Mateřov à l'ouest.

## Histoire
La première mention écrite de la localité date de 1319.

## Galerie

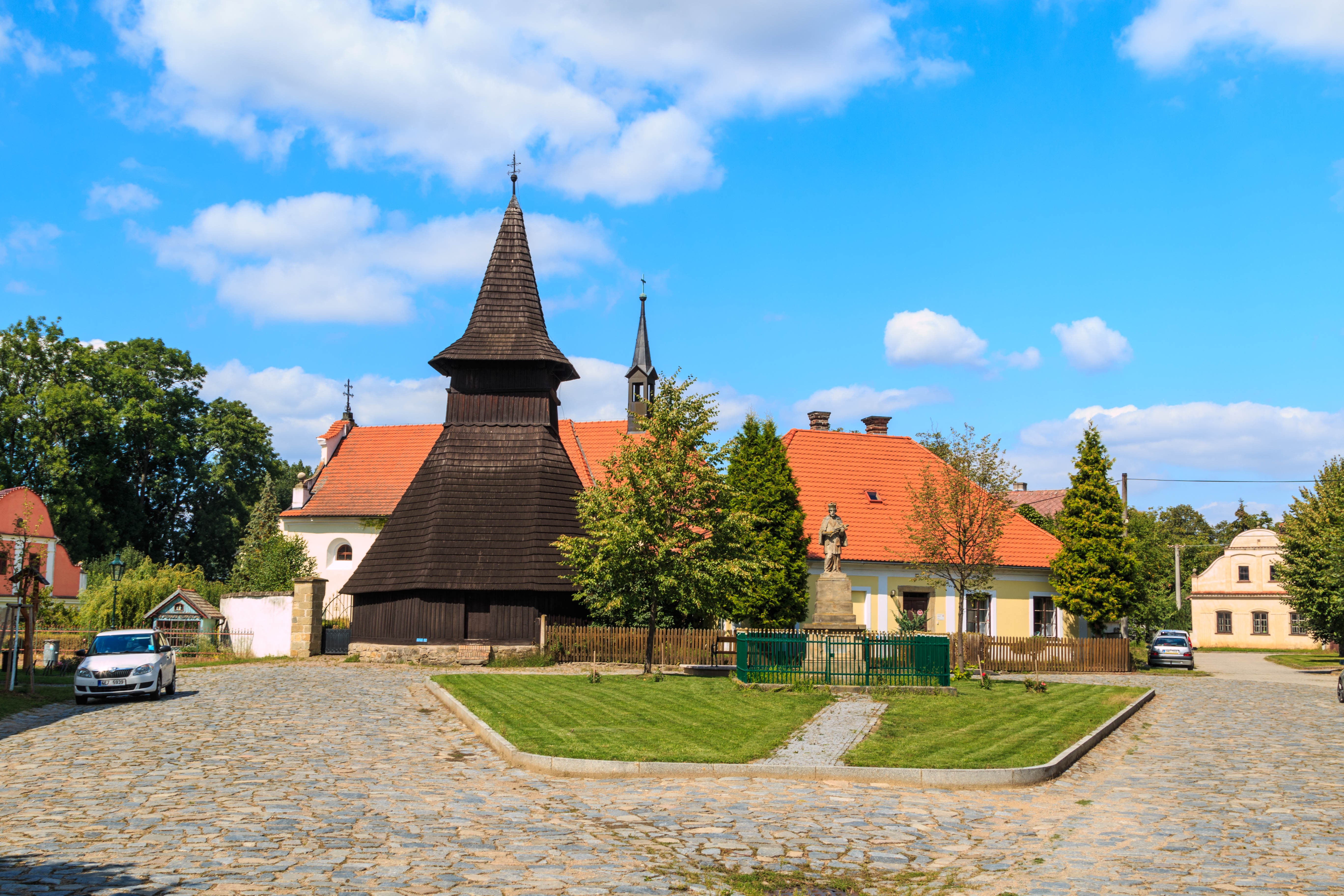
Clocher-tour en bois.
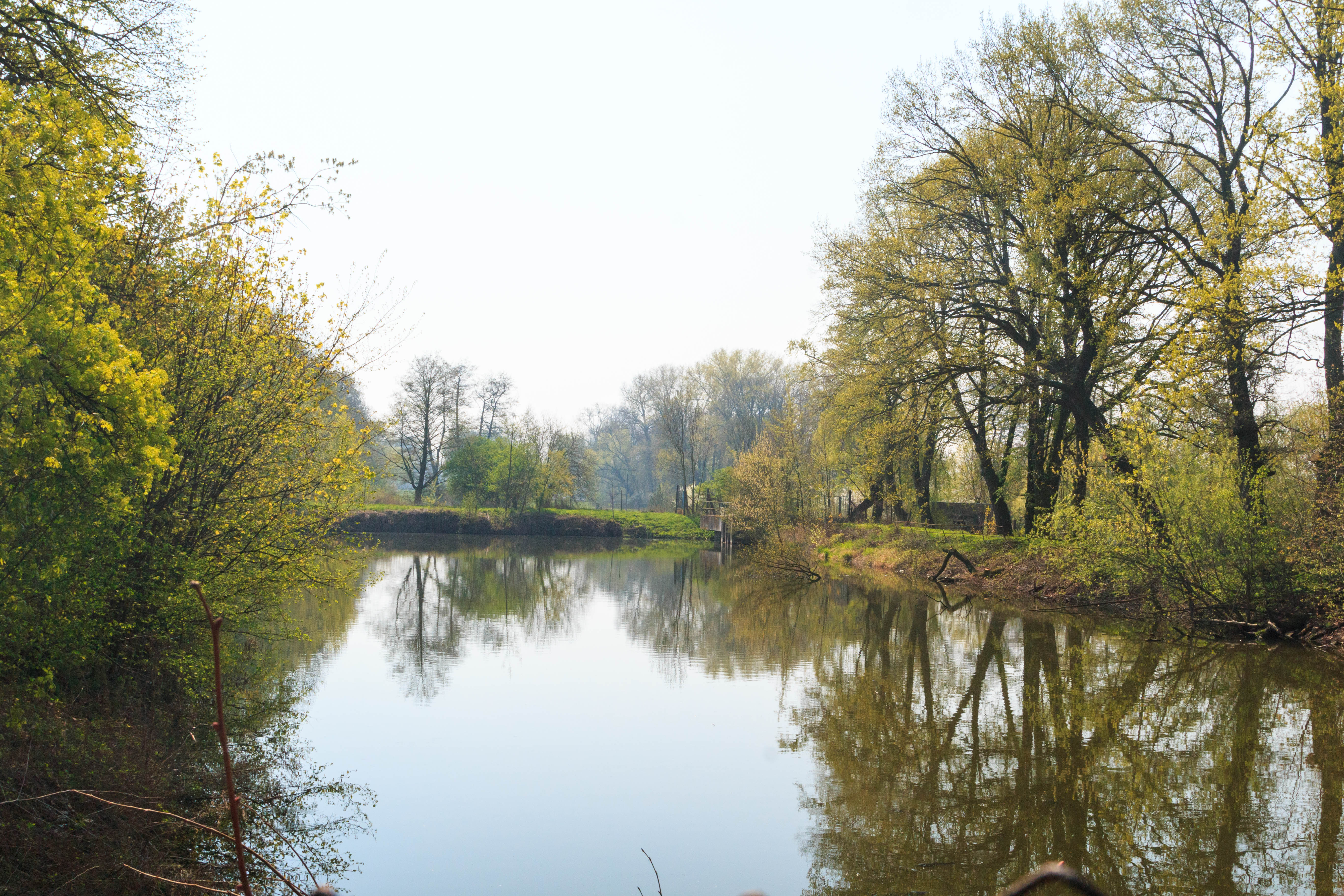
Étang à Třebosice.

## Transports
Par la route, Třebosice se trouve à 7,5 km de Pardubice, à 8 km de Chrudim et à 114 km de Prague. 